# Basstation

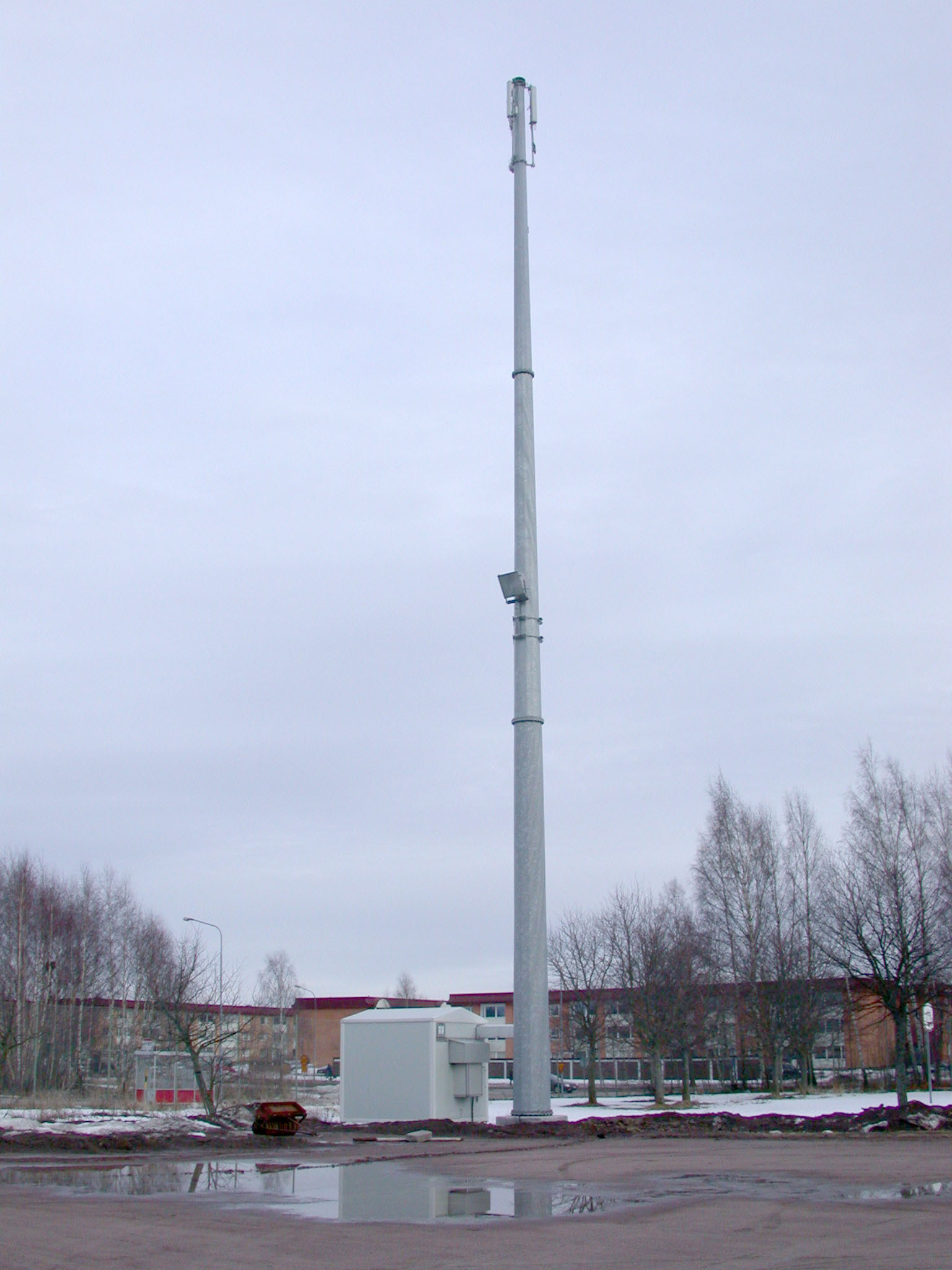
En basstation för mobiltelefoni i Motala.

Basstation är inom bland annat mobiltelefoni den fasta enhet som en mobil radiosändare ansluter till. Basstationen består av sändare, mottagare och antenn.
Antingen förmedlar basstationen vidare signalen till en annan trådlös enhet eller så skickar den vidare signalen trådbundet till ett stamnät. En basstation består av en styrenhet som avgör hur samtalen ska kopplas, en radioenhet som hanterar trafiken med de anslutna mobiltelefonerna och antennen. Denna typ av utrustning brukar vanligtvis vara monterad på en mast eller på en hög byggnad.
Basstationer förekommer även inom satellitnavigering för att ge en lägesreferens.

## Teknik

### Mobiltelefoni
Ett mobiltelefoninät som täcker ett visst område, delas upp i ett antal celler. Det område som täcks av en basstation kallas cell och för att täcka ett större område används flera celler. Ett pågående telefonsamtal kan överlämnas från en cell till en annan utan att anslutningen bryts. Detta är fördelaktigt då det gör det möjligt att till exempel föra ett telefonsamtal under färd med t.ex bil eller tåg och övergång till annan basstation- eller cell sker.
För att data ska kunna överföras från- eller till en mobiltelefon eller basstation måste basstationen veta var telefonen finns. En påslagen telefon meddelar en basstation automatisk sin placering i ett område och väljer den basstation med starkast signalstyrka. En basstation sänder alltid en signal som innehåller dess identitet samt operatör.